# Сухорученков Сергій Миколайович
Сухорученков Сергій Миколайович (10 серпня 1956) — російський велогонщик.
Олімпійський чемпіон 1980 року в груповій шосейні гонці.